# Dioni Domínguez
Dionisio Domínguez Sanguino (Casar de Cáceres, Cáceres, España, 16 de septiembre de 1957) es un exfutbolista español que se desempeñaba como centrocampista.

## Clubes
| Club          | País   | Año       |
| ------------- | ------ | --------- |
| C. A. Osasuna | España | 1978-1986 |
| U. E. Lleida  | España | 1987-1988 |